# 克拉科納 (佛羅里達州)
克拉科納（英語：Clarcona）是位於美國佛羅里達州橙縣的一個人口普查指定地區。

## 地理
克拉科納的座標為28°36′43″N 81°29′53″W / 28.61194°N 81.49806°W，而該地最高點為海拔高度30米（即100英尺）。

## 人口
根據2010年美國人口普查的數據，克拉科納的面積為14.20平方千米，當中陸地面積為13.20平方千米，而水域面積為1.00平方千米。當地共有人口2990人，而人口密度為每平方千米210人。